# احمدآباد وشنام
احمدآباد وشنام، روستایی در دهستان تنبلان بخش کاروان شهرستان زرآباد در استان سیستان و بلوچستان ایران است.

## جمعیت
بر پایه سرشماری عمومی نفوس و مسکن در سال ۱۳۹۵، جمعیت این روستا برابر با ۲۱۷ نفر (۵۴ خانوار) بوده‌است.